# Битва при Алькантаре
Битва при Алькантаре (исп. Batalla de Alcântara) — сражение в ходе Войны за португальское наследство, произошедшее 25 августа 1580 года у ручья Алкантара близ Лиссабона между испанскими и португальскими войсками.

## Предыстория
В 1578 году смерть бездетного короля Себастьяна I ввергла Португалию в кризис престолонаследия. Король Филипп II Испанский был одним из семи претендентов на португальский трон, и в июне 1580 года испанская армия из около 40000 солдат (примерно половина из них — немецкие и итальянские наемники) вторглись в Португалию под командованием герцога Альба.
За два года до того португальская армия была уничтожена в битве при Эль-Ксар-эль-Кебир, десятки тысяч португальских солдат и дворян были убиты или оказались в плену. Из-за этого противнику Филиппа Антонио из Крату не хватило не только солдат, но и поддержки того, что осталось от португальского дворянства и высшего духовенства, которые решили поддержать испанцев. Антонио был вынужден собрать армию в основном из местных крестьян и горожан, а также 3000 африканских рабов, которые сражались за Антонио в обмен на свободу. Но, несмотря на все усилия, собрать достаточно войск Антонио не удалось — испанское войско численно намного превосходило его армию.

## Сражение
Герцог Альба встретил незначительное сопротивление и в июле расположил свои силы в Кашкайше, к западу от Лиссабона. К середине августа герцог уже был всего в 10 километрах от города. К западу от небольшого ручья Алкантара испанцы столкнулись с португальским войском, которым командовал сам Антонио (внук короля Мануэла I, провозгласивший себя королём Антонио I) и его лейтенант — Францишку, граф ди Вимиозу.
Битва закончилась решительной победой испанской армии, как на суше, так и на море. Два дня спустя герцог Альба захватил Лиссабон, а 25 марта 1581 года Филипп II был коронован королём Португалии Фелипе I.

## Последствия
Поредевшая армия Антонио бежала к Порту, где он намеревался собрать новые силы, но был полностью разбит испанскими силами под командованием дона Санчо Д’Авила. В конце 1580 года большинство португальской территории находилось в испанских руках. В 1582 году португальцы проиграли и морское сражение при Понта-Дельгада.
Испания и Португалия на ближайшие 60 лет оказались связаны Иберийской унией.